# Andés
Andés es una parroquia del municipio de Navia, situada entre Puerto de Vega y Navia, en la costa occidental del Principado de Asturias, al Norte de España. 
Andés comprende los lugares de El Aspra, Casanueva, Téifaros y La Villalonga; las aldeas de La Colorada,  Las Cortinas, La Guardia, El Monte y Paderne; y la casería de La Venta.
La parroquia tiene una población de 701 habitantes, y una extensión de 6,46 km².
El Campo San Pedro, es el corazón del pueblo, dónde se encuentra la iglesia, el campo de fútbol San Pedro del Andés Club de Fútbol, el local de la Asociación de Vecinos y dos establecimientos de hostelería.

## Geografía
La parroquia de Andés se encuentra situada en la rasa costera y encajada entre las playas de Veiga d'Arenas y Frejulfe, lugares donde desembocan los ríos Navia y Frejulfe respectivamente. Esta llanura está fragmentada por varios regueros, que nacen cerca de la costa, dando lugar a pequeñas vaguadas con pendientes muy suaves. En su desembocadura se forman pequeñas y hermosas playas de aguas muy tranquilas. Algunos de estos regueros desaguan en el mar formando chorros de agua de varios metros de altura debido a la escasa capacidad erosiva del caudal y al retroceso constante del frente costero. Los regueros de Rubreves, La Bragada, Las Rubias, Las Cortías, La Xertal y Cereizo discurren de sur a norte, son de corto recorrido y vierten sus aguas en el mar. El arroyo del Travesedo discurre de este a oeste, desembocando en la Poza de Veiga d'Arenas. El arroyo de Paderne, que sobrepasa los dos kilómetros, discurre también de este a oeste, desemboca en el río Navia y en su último tramo recibe el nombre de río de Olga Faquina. 
La costa presenta un acantilado de considerable altura en la que los regueros rompen su continuidad formando pequeñas playas y olgas como: Fabal, Coedo, Las Rubias, La Bragada, Las Cascareiras, Las Barrosas y Pena Furada. El punto más saliente de la costa es El Castrillón, lugar donde se encuentran los restos de un castro de época romana.